# Vale do Shabelle
O Vale do Shebelle (em somali: Dooxada Shabeelle), também escrito Vale do Shabelle, é um vale situado no Chifre da África.
Segue a linha do rio Shebelle ao norte, desde a Costa da Somália, passando pelo interior da Somália e chegando à Etiópia.
Juntamente com o Vale do Juba e os lagos Chamo e Abaya, o Vale do Shabelle é considerado uma Área Endêmica de Aves pela Birdlife International.
A seção somali propriamente composta pelas regiões de Hiiraan, Shabeellaha Hoose e Shabeellaha Dhexe, contudo é mais comumente aplicada apenas às duas últimas, às partes do rio que ficam secas quando não é estação chuvosa. Esta área é caracterizada pela agricultura ribeirinha e é propensa a secas e inundações, impactando a segurança alimentar e os meios de subsistência. O Rio Shabelle é uma importante fonte de água para a região, e suas flutuações afetam significativamente a produção agrícola.